# Mike van de Goor
Mike Willem Frank van de Goor (ur. 14 maja 1973 w Oss) – były holenderski siatkarz, reprezentant kraju, grający na pozycji środkowego. Mistrz Olimpijski 1996. Mistrz Europy 1997. 
Jego bratem jest Bas van de Goor, również holenderski siatkarz.

## Sukcesy

### reprezentacyjne
Letnie Igrzyska Olimpijskie:
- 1996

Liga Światowa:
- 1996

Mistrzostwa Europy:
- 1997

Liga Europejska:
- 2006
- 2004

## Nagrody indywidualne
- Liga Europejska:
  - najlepiej blokujący Ligi Europejskiej 2004